# Cary Williams
Cary Eric Williams (* 23. Dezember 1984 in Miami, Florida) ist ein ehemaliger US-amerikanischer American-Football-Spieler auf der Position des Cornerbacks. Er spielte in der National Football League (NFL) für die Tennessee Titans, die Baltimore Ravens, die Philadelphia Eagles, die Seattle Seahawks und die Washington Redskins. Mit den Ravens gewann er den Super Bowl XLVII.

## NFL

### Tennessee Titans
Williams wurde von den Tennessee Titans in der siebten Runde des NFL Draft 2008 ausgewählt. Am 30. August 2008 wurde er entlassen und kurz darauf für den Practice Squad neuverpflichtet. Am 9. Dezember wurde er in den Hauptkader befördert, verletzte sich jedoch kurz darauf.
2009 wurde er erneut entlassen und am 29. September erneut für den Practice Squad verpflichtet.

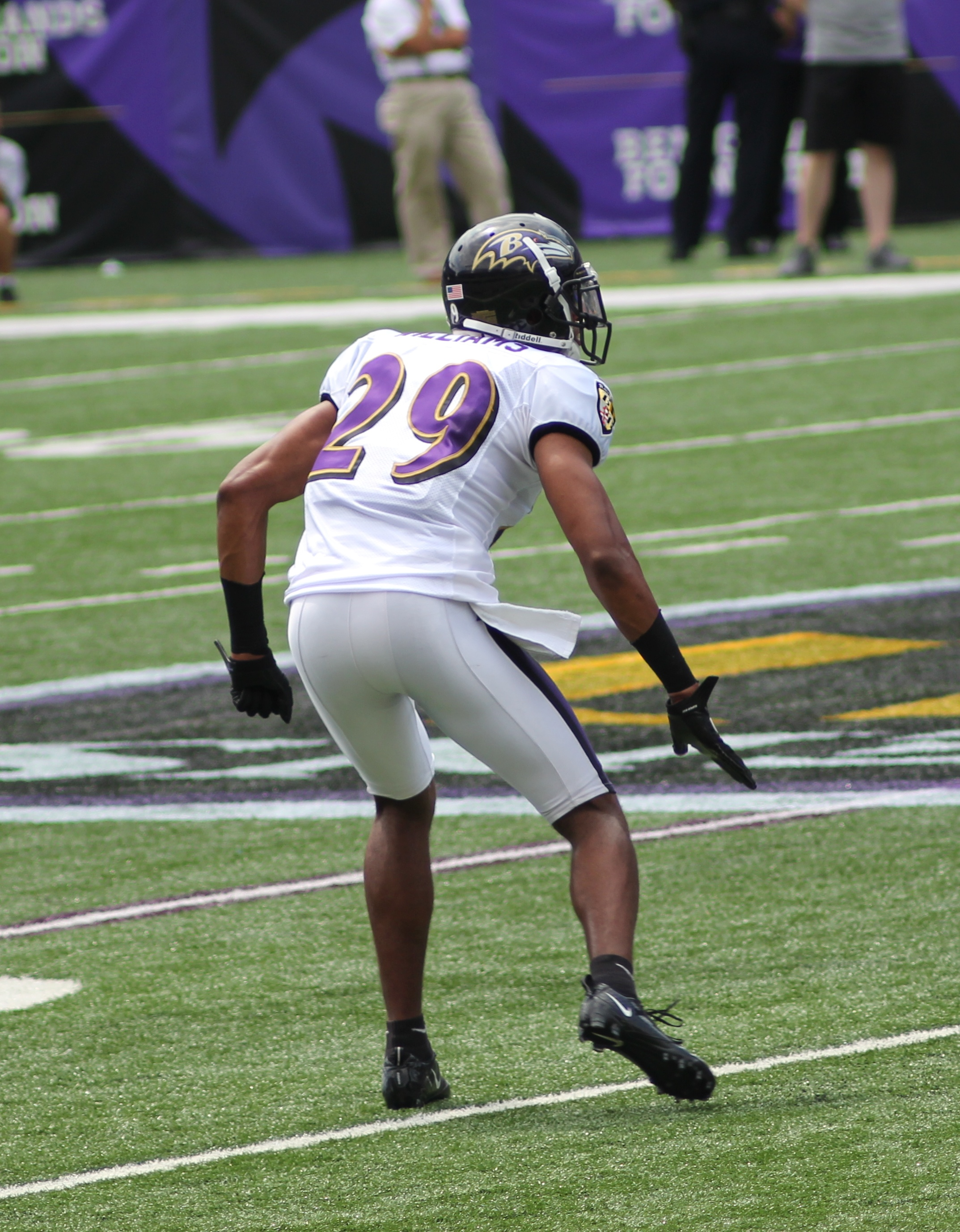
Williams während des Trainings (2011)

### Baltimore Ravens
Am 24. November verpflichteten die Baltimore Ravens Williams, bei denen er zumeist bei den Special Teams spielte. 2010 wurde er für die ersten zwei Saisonspiele gesperrt, nachdem er gegen die Verhaltensregeln der NFL verstieß.
2011 wurde Williams zum Starter ernannt.
In der folgenden Saison fing Williams seine erste Interception und trug ihn zu seinem ersten Touchdown in die gegnerische Endzone. In dieser Saison gewann Williams mit den Ravens den Super Bowl XLVII.

### Philadelphia Eagles
Am 14. März 2013 unterschrieb Williams bei den Philadelphia Eagles einen Drei-Jahres-Vertrag. Nach zwei Saisons wurde er am 3. März 2015 entlassen.

### Seattle Seahawks
Williams wurde am 10. März 2015 von den Seattle Seahawks verpflichtet. Er ersetzt Byron Maxwell, der 2015 zu den Philadelphia Eagles wechselte. Nach durchwachsenen Leistungen wurde er zunächst am zwölften Spieltag im Spiel gegen die Pittsburgh Steelers durch DeShawn Shead ersetzt und am 7. Dezember 2015 von den Seahawks entlassen.

### Washington Redskins
Am 5. Januar 2016 wurde Williams von den Washington Redskins verpflichtet. Dort spielte er in der Play-off-Niederlage der Redskins gegen die Green Bay Packers zwölf Snaps in den Special Teams und der Defense. Am 9. März 2016 lief sein Vertrag aus und Williams wurde zum Free Agent.